# William Hallowes Miller
William Hallowes Miller, FRS, britanski mineralog in kristalograf, * 6. april 1801, Llandovery, Wales, Združeno kraljestvo, † 20. maj 1880, Cambridge, Anglija.

## Življenje
Miller je bil rojen leta 1801 v Velindreju blizu Llandoveryja v grofiji Carmarthenshire v jugozahodnem Walesu. Šolal se je na St John's College v Cambridgeu, kjer je leta 1826 diplomiral kot peti študent, ki je dobil prvo nagrado na izpitu iz matematike. Leta 1829 je postal član učiteljskega zbora. Naslednjih nekaj let je poučeval in objavil razpravo o hidrostatiki in hidrodinamiki. 
Posebno pozornost je posvečal kristalografiji. Leta 1832 je po odstopu William Whewella napredoval v profesorja mineralogoje in na tem položaju ostal do leta 1870. Millerjevo glavni delo A Treatise on Crystallography (Kristalografija) je bilo objavljeno leta 1839. Leta 1838 je bil izvoljen za člana Kraljeve družbe.
Leta 1843 je sodeloval v komisiji, ki je nadzorovala izdelavo novih standardov za dolžino in maso. Leta 1852 je uredil novo izdajo Elementary Introduction to Mineralogy (Uvod v Mineralogijio) H.J. Brookeja.
Po njem se imenujejo Millerjevi indeksi, metoda označevanja kristalografskih smeri in ravnin, ki jo je opisal leta 1839, in mineral millerit (nikljev sulfid (NiS)).
Umrl je leta 1880 v Cambridgeju, Anglija.

## Najpomembnejša dela
- W.H. Miller: The Elements of Hydrostatics and Hydrodynamics (Osnove hidrostatike in hidrodinamike), (1831)
- W.H. Miller: An Elementary Treatise on the Differential Calculus (Razprava o diferencialnem računu) (1833)
- W.H. Miller:  A Treatise on Crystallography  (Kristalografija) (1839)
- W. Phillips, W.H. Miller in H.J. Brooke: An Elementary Introduction to Mineralogy  (Uvod v mineralogijo) (1852)
- W.H. Miller: A Tract on Crystallography (Kratka razprava o kristalografiji) (1863)